# Essimi Menye
Essimi Menye (de son nom de naissance Emmanuel Essimi Menye, aussi appelé Lazare Essimi Menye à cause d'une erreur administrative) est un homme politique camerounais né en 1950 à Mfomakap (Lekié). Il fut ministre délégué au ministère des Finances, chargé du budget (2006-2007), ministre des Finances (2007-2011), ainsi que ministre de l'Agriculture (2011-2015).
Visé par l'Opération Épervier (opération anti-corruption) au Cameroun, Essimi Menye vit depuis 2015 en exil aux États-Unis, où il travaille comme consultant au Fonds monétaire international (FMI). Le 14 mars 2017, un mandat d'arrêt est émis à son encontre par le Tribunal criminel spécial (TCS) du Cameroun, l'accusant de complicité de détournement de fonds publics alors qu'il était ministre des Finances. Le 28 mars 2019, le TCS le condamne à la prison à vie, bien qu'il ait été absent à son propre procès. 

## Biographie

### Jeunesse et études
Emmanuel Essimi Menye naît en 1950 à Mfomakap (Lekié),. Il étudie à l'Institut national de statistique et d'économie appliquée (Maroc), puis à l'université Paris-Dauphine où il obtient un DEA en traitement de données et un DEA en économie de la production. Il étudie également à l'Institut national des sciences et techniques nucléaires, où il décroche un DEA en économie.

### Carrière professionnelle
En 1984, il entre à l'Institut national de la statistique (INS), où il réalise notamment le recensement des industries du Cameroun, et collecte des informations auprès des entreprises industrielles. Il prend sa retraite en 2005, alors qu'il est chef de service au sein de cette institution. 
De 1990 à 1992, il est recruté par le Programme des Nations unies pour le développement (PNUD) pour être conseiller du ministre du Plan rwandais. Il occupe à nouveau ce poste en 1994 à la demande de la Banque mondiale.
Il part ensuite à Washington, où il travaille pour la Banque mondiale en qualité d'expert-consultant. Il participe notamment à l'amélioration des systèmes statistiques de plusieurs pays africains, et travaille à la préparation du document de stratégie pour la réduction de la pauvreté (DSRP) destiné à l'Ouganda. Il devient par la suite conseiller de l'administrateur du Cameroun au sein du Fonds monétaire international (FMI).

### Carrière politique
De passage au Cameroun en septembre 2006, alors qu'il réside à l'hôtel Hilton de Yaoundé, il apprend qu'il est nommé ministre délégué chargé du budget au ministère des Finances, dans le second gouvernement d'Ephraïm Inoni. Les actes lui permettant d'entrer au gouvernement, signés par le chef de l'État, lui donnent cependant par erreur le nom de Lazare Essimi Menye, avec lequel il sera connu pendant plusieurs années dans la presse et les documents officiels.
Le 7 septembre 2007, il est nommé au poste de ministre des Finances dans le troisième gouvernement d'Ephraïm Inoni. En novembre, lors d'une séance à l'Assemblée nationale, il répond au député Roger Nkodo Dang, l'interpellant sur le « saucissonnage » des budgets des marchés publics, en indiquant que « le Cameroun vit dans un environnement où la corruption a des racines profondes », et qu'« un texte administratif seul ne suffit pas pour [l'éradiquer] ». Il déclare plus tard vouloir changer profondément le rapport des Camerounais à l'argent. 
Fin 2007, il est l'un des trois premiers signataires de « L'Appel de la Lékié », visant à demander au Président Paul Biya un changement constitutionnel afin que celui-ci puisse réaliser un mandat supplémentaire
Il est reconduit en 2009 à son poste dans le premier gouvernement de Philémon Yang, et lance en 2010 un emprunt obligataire de 200 milliards de francs CFA. En juillet 2011, le gouvernement impose la gratuité de 15 prestations bancaires, dont l'ouverture de comptes. Selon Essimi Menye, cette mesure a pour objectif d'encourager les Camerounais à épargner, et de promouvoir ainsi la « bancarisation ». 
Cristallisant de nombreuses critiques au ministère des Finances, Essimi Menye change de poste lors du remaniement du 9 décembre 2011, et devient ministre de l'Agriculture dans le gouvernement Yang II, ce que le magazine Jeune Afrique analysera comme une rétrogradation. 
Visé par une enquête du Tribunal criminel spécial pour détournements de fonds durant son passage au ministère des Finances, Essimi Menye est évincé du gouvernement lors du remaniement du 2 octobre 2015

### Ennuis judiciaires et exil
En avril 2013, dans le cadre de l'Opération Épervier, le ministère de la Justice, dirigé par Laurent Esso, ouvre un dossier sur Essimi Menye, alors ministre de l'Agriculture, qui est soupçonné de détournements de fonds durant son passage au ministère des Finances. Le 13 janvier 2015, il est entendu par le Tribunal criminel spécial (TCS) du Cameroun. 
Le 11 octobre 2015, quelques jours après son éviction du gouvernement, il est victime d'un AVC alors qu'il se trouve à son domicile, et est conduit à l'hôpital de la CNPS à Yaoundé, où il est placé sous soins intensifs. Début novembre, Jeune Afrique révèle que l'ancien ministre hospitalisé est également placé sous la surveillance de gendarmes, la justice camerounaise craignant qu'il ne parte à l'étranger, comme l'ont fait d'autres personnalités visées par des opérations anticorruption. Le 1er décembre, le Président Paul Biya autorise cependant son évacuation sanitaire vers les États-Unis. 
Une fois rétabli, Essimi Menye décide de rester en exil aux États-Unis, et retourne travailler au FMI en tant que conseiller. Le 14 mars 2017, un mandat d'arrêt est émis à son encontre par le Tribunal criminel spécial au Cameroun, l'accusant de complicité de détournement de fonds publics d'un montant de 1,8 milliard de francs CFA (2,7 millions d'euros). Son extradition semble cependant « inenvisageable » selon Jeune Afrique, à cause d'une coopération judiciaire réduite entre Yaoundé et Washington. L'avocat camerounais Clément Joël Nakong estime quant à lui que ce mandat d'arrêt est invalide aux États-Unis, car la justice camerounaise ne peut pas émettre de mandats d'arrêt internationaux.
Le 28 mars 2019, le TCS le reconnaît coupable d'avoir versé 2,5 milliards de francs CFA en avance d'honoraires au défunt expert-comptable François Tchakoui, à l'occasion d'un audit portant sur la Société générale de surveillance (SGS). Cet audit avait d'ailleurs révélé un scandale financier de 46 milliards de francs CFA « imputé à l'entreprise suisse et fortement couvert au sommet de l'État ». Bien qu'il fût absent de son propre procès, car vivant toujours en exil aux États-Unis, il est condamné à la prison à vie. Il doit également verser, aux côtés de la succession de François Tchakoui, 2,5 milliards de francs CFA en dommages et intérêts à l'État camerounais,.

## Vie personnelle
Essimi Menye est marié et père de 4 enfants. Depuis son déménagement aux États-Unis en 2015, il réside avec sa famille dans l'État de Virginie.
Bien que vivant en exil à l'étranger, il exploite toujours près de 500 hectares de terres agricoles au Cameroun, où il fait pousser des palmiers à huile, des bananes plantains et des cacaoyers.